# Service Mark
Service Mark (auch Service-Mark oder Servicemark; abgekürzt SM) ist im Markenrecht des angloamerikanischen Rechtskreises sowie von Staaten, die sich diesem Recht angeschlossen haben, der Fachbegriff für eine unregistrierte Dienstleistungsmarke.
In Abgrenzung zum rechtlichen Begriff „Service Mark“ hat sich im englischsprachigen Marketing der Begriff Service Brand (Service-Brand bzw. Servicebrand) durchgesetzt.

## Das Service-Mark-Zeichen
Dienstleistungsmarken, die in einem (zumindest nationalen) Markenverzeichnis des eingangs genannten Rechtskreises noch nicht amtlich registriert sind, können vorläufig mit dem Service-Mark-Zeichen gekennzeichnet werden, was ihnen bereits einen erhöhten Rechtsstatus bestätigt. Nach erfolgter Registrierung dürfen Dienstleistungsmarken mit dem Registriert-Zeichen „®“ gekennzeichnet werden, das auch zur Kennzeichnung amtlich registrierter Hersteller- und Handelsmarken verwendet wird.
Das Service-Mark-Zeichen ist ein kleines hochgestelltes „SM“, das hinter dem Namen der Dienstleistungsmarke angefügt wird. Es ist im Unicode-Block Buchstabenähnliche Symbole als U+2120 service mark enthalten. Die HTML-Notation lautet &#x2120; oder &#8480;. Das Zeichen ist (als ein in Deutschland kaum gebräuchliches Zeichen) in der DIN 5009:2022-06 im Gegensatz zum ähnlichen Trademark-Zeichen „™“ nicht namentlich gelistet.